# 14539 Clocke Roeland
14539 Clocke Roeland este un asteroid din centura principală de asteroizi.

## Descriere
14539 Clocke Roeland este un asteroid din centura principală de asteroizi. A fost descoperit pe 10 septembrie 1997 la Uccle de Thierry Pauwels. Asteroidul prezintă o orbită caracterizată de o semiaxă mare de 2,56 ua, o excentricitate de 0,15 și o înclinație de 4,2° în raport cu ecliptica.